# Labrador (Pangasinan)
Labrador is een gemeente in de Filipijnse provincie Pangasinan op het eiland Luzon. Bij de laatste census in 2007 had de gemeente bijna 21 duizend inwoners.

## Geografie

### Bestuurlijke indeling
Labrador is onderverdeeld in de volgende 10 barangays:
| - Bolo - Bongalon - Dulig - Laois - Magsaysay | - Poblacion - San Gonzalo - San Jose - Tobuan - Uyong |

## Demografie
Labrador had bij de census van 2007 een inwoneraantal van 20.508 mensen. Dit zijn 1.393 mensen (7,3%) meer dan bij de vorige census van 2000. De gemiddelde jaarlijkse groei komt daarmee uit op 0,97%, hetgeen lager is dan het landelijk jaarlijks gemiddelde over deze periode (2,04%).